# Stephen R. Donaldson
Stephen Reeder Donaldson (Cleveland, 13 maggio 1947) è uno scrittore di fantascienza e fantasy statunitense.
Epigono dichiarato di J. R. R. Tolkien, Donaldson è famoso per la sua decalogia intitolata Le cronache di Thomas Covenant l'incredulo, composta in una prima fase dal 1977 al 1983 e poi dal 2004 al 2013.

## Biografia
Stephen Reeder Donaldson nasce nel 1947 a Cleveland, nell'Ohio. Dai quattro ai sedici anni vive in India dove il padre, medico missionario, cura i lebbrosi. Trasferitosi nuovamente in America, inizia i suoi studi di Letteratura Inglese conseguendo nel 1968 il titolo di Bachelor of Arts presso il College of Wooster, e nel 1971 il titolo di Master of Arts presso la Kent State University. La sua prima e più famosa opera è il ciclo de Le cronache di Thomas Covenant l'Incredulo (The Chronicles of Thomas Covenant the Unbeliever), opera fondativa del genere dark fantasy caratterizzata da un protagonista visceralmente antieroico e da una tematica generale di confusione nichilista fra realtà e illusione. 
Donaldson è anche autore della pentalogia fantascientifica The Gap Cycle. e della tetralogia di romanzi gialli con protagonisti Mick Axbrewder & Ginny Fistoulari, composta sotto lo pseudonimo di Reed Stephens.

## Opere
Per ogni testo si indica la prima edizione nell'originale inglese e l'eventuale prima traduzione in lingua italiana. Le serie di romanzi e racconti interconnessi sono elencate cronologicamente, in base alla data di pubblicazione del primo episodio di ogni ciclo.

### Le cronache di Thomas Covenant l'incredulo
La saga consiste di dieci romanzi organizzati in due trilogie e una tetralogia.

#### Le prime cronache di Thomas Covenant l'incredulo
1. La conquista dello scettro (Lord Foul's Bane), Holt, Rinehart and Winston, 1977. Traduzione di Riccardo Valla, Biblioteca di Fantasy 1, Arnoldo Mondadori Editore, 1989.
2. La guerra dei giganti (The Illearth War), Holt, Rinehart and Winston, 1977. Traduzione di Riccardo Valla, Biblioteca di Fantasy 2, Arnoldo Mondadori Editore, 1989.
3. L'assedio della rocca (The Power That Preserves), Holt, Rinehart and Winston, 1977. Traduzione di Riccardo Valla, Biblioteca di Fantasy 3, Arnoldo Mondadori Editore, 1990.

Si lega a questa sequenza anche un romanzo breve spin-off originariamente pensato come capitolo del secondo romanzo principale:
- Fuoco d’Aureo (Gilden-Fire), Underwood-Miller, 1981. Traduzione di Benedetta Tavani, nell'omnibus Cronache di Thomas Covenant, l’Incredulo, Oscar draghi 133, Arnoldo Mondadori Editore, 2023.

La trilogia è stata riunita nel volume omnibus The First Chronicles of Thomas Covenant the Unbeliever (Richard Drew, 1983); l'analogo omnibus italiano Cronache di Thomas Covenant, l’Incredulo (Oscar draghi 133, Arnoldo Mondadori Editore, 2023) include anche il romanzo breve collaterale.

#### Le seconde cronache di Thomas Covenant l'incredulo
1. Il Sole ferito (The Wounded Land), Del Rey / Ballantine, 1980. Traduzione di Riccardo Valla, Biblioteca di Fantasy 6, Arnoldo Mondadori Editore, 1991.
2. L'albero magico (The One Tree), Del Rey / Ballantine, 1982. Traduzione di Riccardo Valla, Biblioteca di Fantasy 15, Arnoldo Mondadori Editore, 1992.
3. L'oro bianco (White Gold Wielder), Del Rey / Ballantine, 1983. Traduzione di Riccardo Valla, Biblioteca di Fantasy 18, Arnoldo Mondadori Editore, 1993.

La trilogia è stata riunita nel volume omnibus The Second Chronicles of Thomas Covenant the Unbeliever, HarperCollins, 1994.

#### The Last Chronicles of Thomas Covenant the Unbeliever
1. The Runes of the Earth, G. P. Putnam's Sons, 2004.
2. Fatal Revenant, G. P. Putnam's Sons, 2007.
3. Against All Things Ending, G. P. Putnam's Sons, 2010.
4. The Last Dark, G. P. Putnam's Sons, 2013.

### Mick Axbrewder & Ginny Fistoulari
Prima edizione sotto lo pseudonimo di Reed Stephens.
1. The Man Who Killed His Brother, Ballantine Books, 1980.
2. The Man Who Risked His Partner, Ballantine Books, 1984.
3. The Man Who Tried to Get Away, Ballantine Books, 1990.
4. The Man Who Fought Alone, Forge, 2001.

### Berserker
Donaldson ha contribuito con un proprio racconto alla composizione di un romanzo fix-up collaborativo della saga di Berserker, creata da Fred Saberhagen. 
- "What Makes Us Human", in The Magazine of Fantasy and Science Fiction agosto 1984; confluito in Berserker Base, Tor Books, 1985.

### Il bisogno di Mordant (Mordant's Need)
1. Lo specchio dei sogni (The Mirror of Her Dreams), HarperCollins, 1986. Traduzione di Riccardo Valla, IperFICTION, Interno Giallo / Mondadori, 1994.
2. I cavalieri dello specchio (A Man Rides Through), HarperCollins, 1987. Traduzione di Riccardo Valla, IperFICTION, Interno Giallo / Mondadori, 1995.

La dilogia è stata riunita nel volume omnibus Mordant's Need, Victor Gollancz, 2007.

### The Gap Cycle
1. La scatola della follia (The Gap Into Conflict: The Real Story), HarperCollins, 1990. Traduzione di Giuliano Acunzoli, I Blues, Arnoldo Mondadori Editore, 1995.
2. The Gap Into Vision: Forbidden Knowledge, HarperCollins, 1991.
3. The Gap Into Power: A Dark and Hungry God Arises, HarperCollins, 1992.
4. The Gap Into Madness: Chaos and Order, HarperCollins, 1994.
5. The Gap Into Ruin: This Day All Gods Die, HarperCollins, 1996.

### The Great God's War
1. Seventh Decimate, Berkley Books, 2017.
2. The War Within, Berkley Books, 2019.
3. The Killing God, Berkley Books, 2022.

### Romanzi brevi autoconclusivi
- Animal Lover, nell'antologia Stellar 4: Science-Fiction Stories, a cura di Judy-Lynn del Rey, Del Rey / Ballantine, 1978.
- Crisalide (Daughter of Regals), nella raccolta Daughter of Regals and Other Tales, Del Rey / Ballantine, 1983; anche come volume singolo per HarperCollins, 1984. Traduzione di Luca Briasco nell'antologia I tesori della fantasy, a cura di Sandro Pergamo, Economica Tascabile 2ª serie n. 2, Fanucci Editore, 2000.
- Ser Visal's Tale, nella raccolta Daughter of Regals and Other Tales, Del Rey / Ballantine, 1983.
- The Woman Who Loved Pigs, nell'antologia Full Spectrum 4, a cura di Lou Aronica, Betsy Mitchell e Amy Stout, Bantam Spectra, 1993.
- The Killing Stroke, nella raccolta Reave the Just and Other Tales, HarperCollins, 1998.
- Penance, nella raccolta Reave the Just and Other Tales, HarperCollins, 1998.
- By Any Other Name, nella raccolta Reave the Just and Other Tales, HarperCollins, 1998.
- The King's Justice, nella raccolta The King's Justice: Two Novellas, G. P. Putnam's Sons, 2015.
- The Augur's Gambit, nella raccolta The King's Justice: Two Novellas, G. P. Putnam's Sons, 2015.

### Raccolte di racconti
- Daughter of Regals and Other Tales, Del Rey / Ballantine, 1983. Comprende un'introduzione di Donaldson, quattro racconti e i quattro romanzi brevi Crisalide (Daughter of Regals), Animal Lover, Ser Visal's Tale e Gilden-Fire (afferente alle Cronache di Thomas Covenant).
- Reave the Just and Other Tales, HarperCollins, 1998. Comprende un'introduzione di Donaldson, il racconto del ciclo di Berserker, tre racconti autoconclusivi e i quattro romanzi brevi The Woman Who Loved Pigs, The Killing Stroke, Penance e By Any Other Name.
- The Best of Stephen R. Donaldson, Subterranean Press, 2011. Comprende cinque racconti e i sei romanzi brevi Crisalide (Daughter of Regals), Animal Lover, Ser Visal's Tale, The Woman Who Loved Pigs, The Killing Stroke e Penance; tutti i materiali erano già apparsi nelle precedenti raccolte.
- The King's Justice: Two Novellas, G. P. Putnam's Sons, 2015. Comprende i due romanzi brevi The King's Justice e The Augur's Gambit.

## Premi
| Anno | Premio                                                                         | Testo                              |
| ---- | ------------------------------------------------------------------------------ | ---------------------------------- |
| 1977 | Best Novel - British Fantasy Society                                           | Lord Foul's Bane                   |
| 1979 | Premio John Wood Campbell per il miglior nuovo scrittore                       |                                    |
| 1981 | Balrog Fantasy Award - Best Novel                                              | The Wounded Land                   |
| 1983 | Balrog Fantasy Award - Best Novel                                              | The One Tree                       |
| 1983 | Saturn Award - Best Novel                                                      | The One Tree                       |
| 1985 | Balrog Fantasy Award - Best Collection                                         | Daughter of Regals and Other Tales |
| 1988 | Science Fiction Book Club Award - Best Book of the Year                        | The Mirror of Her Dreams           |
| 1989 | Science Fiction Book Club Award - Best Book of the Year                        | A Man Rides Through                |
| 1989 | The College of Wooster Distinguished Alumni Award                              |                                    |
| 1990 | Julia Verlanger Award (France)                                                 | Mirror of Her Dreams               |
| 1991 | WIN/WIN Popular Fiction Readers Choice Award for Favorite Fantasy Author       |                                    |
| 1992 | the Atlanta Fantasy Fair Award for Outstanding Achievement                     |                                    |
| 1997 | President's Award, The International Association for the Fantastic in the Arts |                                    |